# 小行星2576
小行星2576（2576 Yesenin）是一颗围绕太阳公转的小行星。1974年8月17日，柳德米拉·朱拉夫寥娃在克里米亚发现了此天体。
該小行星以俄羅斯詩人謝爾蓋·葉賽寧命名。
这颗小行星的绝对星等为2.49860等。